# Grialon
Grialon (en francès Gréalou) és un municipi francès situat al departament de l'Òlt i a la regió d'Occitània.

## Demografia
| 1962                                       | 1968 | 1975 | 1982 | 1990 | 1999 | 2006 |
| ------------------------------------------ | ---- | ---- | ---- | ---- | ---- | ---- |
| 160                                        | 175  | 194  | 215  | 201  | 224  | 239  |
| Des de 1962: població sense dobles comptes |      |      |      |      |      |      |

## Administració
| Període   | Identitat           | Partit |
| --------- | ------------------- | ------ |
| 1989-1995 | Lucien Lafferrairie |        |
| 1995-2001 | René Francoual      |        |
| 2001-2008 | Gabriel Pégourié    |        |
| 2008-     | Christian Agrech    |        |